# Тонски језик
Тонски језик је језик који користи тон да разликује речи. Тон је фонолошко својство заједничко у многим језицима широм света (иако ретко у Европи, Блиском истоку, јужној Азији и Пацифику ). Кинески језик је можда најпознатији од тих језика.

## Обрасци тоналитета
Звучни узорци разликују се широм језика. У енглеском језику, један или више слога су дати акценат, која се може састојати од нагласка, отегнутог самогласника, и високог тона, или било која комбинација ових. У тонским језицима, тонски акценат мора бити присутан, али остали нису обавезни. На пример, у чешком језику и мађарском језику, први слог сваке речи је наглашен, било који слог се може отегнути, и тон се не користи. У француском, никакви слог је наглашен или отегнут, али коначни или претпосљедњи слог има виши тон. Турски језик слично има високи тон на последњи слог, али такође поседује дужину и могућ нагласак. Ниједан од тих језика не сматра се тонским, али има много расправа о томе колико истицања тона мора имати како би се сматрао тонским језиком.
Многи супсахарски језици (као што је хауски) имају облик у којем појединачни слог у речи имају непроменљив тон. Високи и ниски тон су увек дозвољени, а понекад средњи ниво тона се појављује такође. Међутим, неки су сложенији. У јорубшком језику постоје три тона (високи, ниски и средњи) и значење речи је одређена тоном на самогласнику. На пример, реч „ово“ у јорубшком може значити „метла“, „рука“ или „поштовање“ зависно о томе како су се самогласници утаборили. Такође, „ти“ у јорубшком је о у средњем тону, док је реч за „он, она, оно“ је о у високом тону. Промена тона се користи у неким афричким језицима (као што је долуошки језик) за граматичке сврхе, као што је за обилежавање прошлог времена.
Старогрчки језик је имао звучни узорак у којем, у изолованих речи, тачно једна мора била је висока, а остали ниски. Кратак самогласник формира једну мору и зато је имао само високи или ниски тон, а дуг самогласник је обухватао две море, и могли су бити ниски, или узлазни (од ниског до високог) или силазни (од високог до ниског).